# سیارک ۳۳۳
سیارک ۳۳۳ (به انگلیسی: 333 Badenia، نامگذاری:1892A) سیصد و سی و سومین سیارک کشف شده‌است که در ۲۲ اوت ۱۸۹۲ و در هایدلبرگ کشف شد.
قدر مطلق سیارک برابر ۹٫۴۶ است.